# Kanton Saintes-Est
Kanton Saintes-Est (fr. Canton de Saintes-Est) je francouzský kanton v departementu Charente-Maritime v regionu Poitou-Charentes. Skládá se ze 7 obcí, z čehož město Saintes jen zčásti.

## Obce kantonu
- Chaniers
- La Chapelle-des-Pots
- Colombiers
- Courcoury
- Les Gonds
- La Jard
- Saintes